# رينزو بازوليني
رينزو بازوليني (بالإيطالية: Renzo Pasolini)‏ مواليد 18 يوليو 1938 في ريميني - الوفاة 20 مايو 1973 في حلبة مونزا، إيطاليا، كان متسابق دراجات نارية إيطالي. نافس في سباقات بطولة العالم لفئة 500 سي سي ولفئة 350 سي سي ولفئة 250 سي سي ولفئة 50 سي سي. كما شارك في كأس جزيرة مان السياحية. توفي إثر حادث تعرض له أثناء السباق.